# دول الإمبراطورية الألمانية
تتألف الإمبراطورية الألمانية من 27 دولة، وفي وقت لاحق 26 دولة تأسيسية وأكبرها كانت بروسيا، هذه الولايات أو ستاتن (أو Bundesstaaten أي ولايات فدرالية، وهو اسم مشتق من الاتحاد الألماني الشمالي، وأصبحت تعرف بـ الولايات في جمهورية فايمار) وكل منهم له الأصوات في البوندسرات (مجلس الأتحادي) من أجل تمثيل على المستوى الاتحادي.
قد اكتسبت العديد من هذه الدول السيادة بعد حل الإمبراطورية الرومانية المقدسة، وقد أنشئت دول أخرى ذات سيادة بعد مؤتمر فيينا في 1815، لم تكن الأقاليم متجاورة ومتاخمة بعضها على وجه الضرورة؛ كعلى سبيل المثال بافاريا أو أولدنبورغ التي تحتوى على عدة أجزاء (جيوب معزولة) نتيجة لعمليات استحواذ التاريخية أو عدة حالات أخرى أو تقسيم عوائل الحاكمة.

## الممالك
- مملكة بروسيا (نفسها مقسمة إلى عدة مقاطعات بروسيا).
- مملكة بافاريا.
- مملكة ساكسونيا.
- مملكة فورتمبيرغ.

## دوقيات الكبرى
- دوقية بادن الكبرى.
- دوقية هسن الكبرى.
- دوقية مكلنبورغ شفيرين الكبرى.
- دوقية ساكس-فايمار-إيزيناخ الكبرى (دوقية ساكسونيا الكبرى منذ 1877).
- دوقية مكلنبورغ ستريليتس الكبرى.
- دوقية أولدنبورغ الكبرى.

## دوقيات
- دوقية براونشفايغ.
- دوقية ساكس-ألتنبورغ.
- دوقية ساكس-مايننغن.
- دوقية ساكس-كوبورغ وغوتا.
- دوقية أنهالت.
- دوقية ساكس-لاونبورغ (حتى 1876، ثم اندمجت مع بروسيا).

## الإمارات
- إمارة شفارتزبورغ-سوندرسهاوزن.
- إمارة شفارتزبورغ رودولشتات.
- إمارة فالدك-بيرمونت.
- إمارة رويس-غرايتز (خط الأكبر).
- إمارة رويس-غيرا (خط الأصغر).
- إمارة شاومبورغ ليبه.
- إمارة ليبه.

## مدن الحرة والهانزية
بغض النظر عن أنظمة ملكية المذكورة أعلى، تم تنظيم هذه دول على أساس جمهوريات:-
- مدينة هامبورغ الحرة والهانرية.
- مدينة لوبيك الحرة والهانرية.
- مدينة بريمن الحرة والهانرية.

## الأقليم الإمبراطوري
تختلف هذه المنطقة عن جميع الدول الأخرى المذكورة سلفاً؛ بحيث تضم اراضي تنازلت عنها فرنسا في 1871 من قبل الحكومة المركزية، تطورت لاحقاً حتى أصبحت جمهورية ذاتية الحكم مقيدة فقط، مع برلمان دولة منتخب خاص اعتباراً من 1912.
- الألزاس واللورين.